# El Darbak
El Darbak est une formation musicale créée en 2001 par le musicien Djamel Mellouk, deux ans après la Compagnie Mille et une Nuits qu'il a fondée avec Gemma, danseuse, chorégraphe et professeur de danse orientale.

## Membres de l'ensemble
- Habib Meftath Boushehri (zarbtempo, dammam, ney tekki) : Originaire de la région de Busher, sud de l'Iran, percussionniste et joueur de Zarb, Habib rejoint l'ensemble El Darbak en 2003. En 1997, il collabore à la création du Traditionnal Busheri Music Ensemble, une formation qui tente de perpétuer l'esprit de la musique traditionnelle du Sud de l'Iran. Il participe aux concerts de ce groupe en Italie, au Qatar et en France à la Maison de la Culture de Kish Island (Iran). Il participe également durant plus de 200 représentations à travers le monde, au spectacle Babel Heureuse de la compagnie Montalvo-Hervieu.
- Jeena (violon) : Formée au conservatoire de musique classique, elle rejoint l'ensemble El Darbak.
- Hend Zouari (qanûn, chant) : Musicienne tunisienne, premier prix du conservatoire de Tunis et docteur en musicologie à la Sorbonne.
- Guy Roch (batterie).
- Djamel Si Mohammad (bongo, daf).
- Justine Rigutto (violon, sagates, chant) : Violoniste, issue du conservatoire.
- Hamid Abdelhmaoui (ney, daf) : Flûtiste originaire du Maroc, il a collaboré à de nombreuses bandes originales de films, notamment Vengo de Tony Gatlif.

## Collaboration
L'ensemble El Darbak accompagne fréquemment les danseuses de la Compagnie Mille et Une nuits dirigé par Gemma. Il s'est produit sur différentes scènes en France et à l'étranger : Paris et Province, Londres, Genève, Oran, Barcelone, Beyrouth, Moscou, Hurgada, Sharm El Sheikh, Marrakech, Rabat, Agadir, Montreux…

## Discographie

### Albums
- Alhambra (2002), distribué par DOM
- Mille et une Nuits ou Alf Leïla wa leïla (2004), distribué par DOM
- Mille et une Nuits Live à la Cigale (2006), produit par Sony BMG

### DVD
- Mille et une Nuits Live à la Cigale (2006), produit par Sony BMG
- Découverte et perfectionnement de la Derbouka (2008), distribué par ID Music